# Musée municipal des Beaux-Arts d'Osaka
Le musée municipal des Beaux-Arts d'Osaka (大阪市立美術館) est un musée situé dans le parc de Tennoji (arrondissement de Tennōji-ku), à Osaka au Japon. Les collections du musée concernent principalement l'art du Japon et de l'Asie.

## Collections

### Biens culturels importants

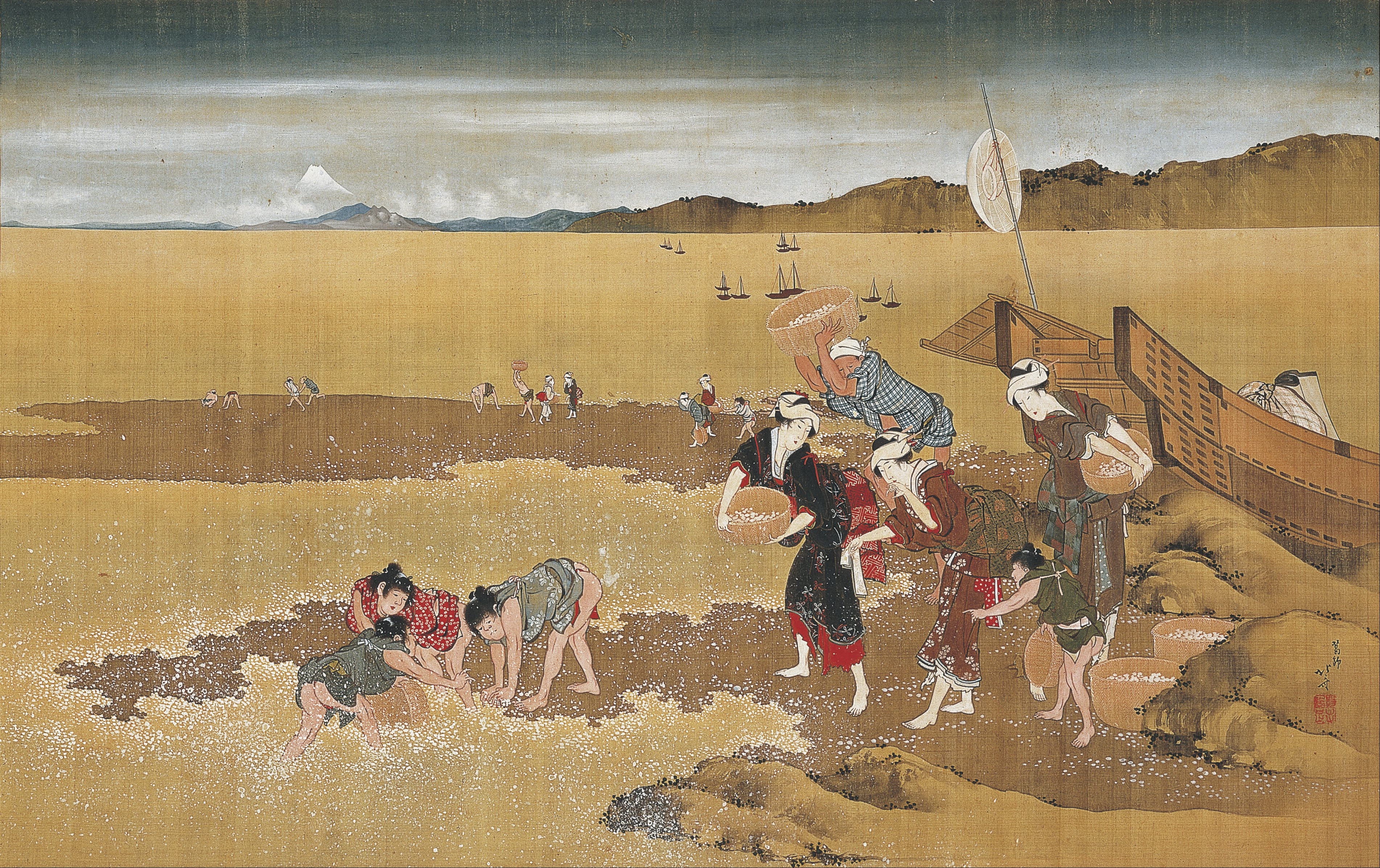
Hokusai, Collecte de coquillages, XIXe siècle.
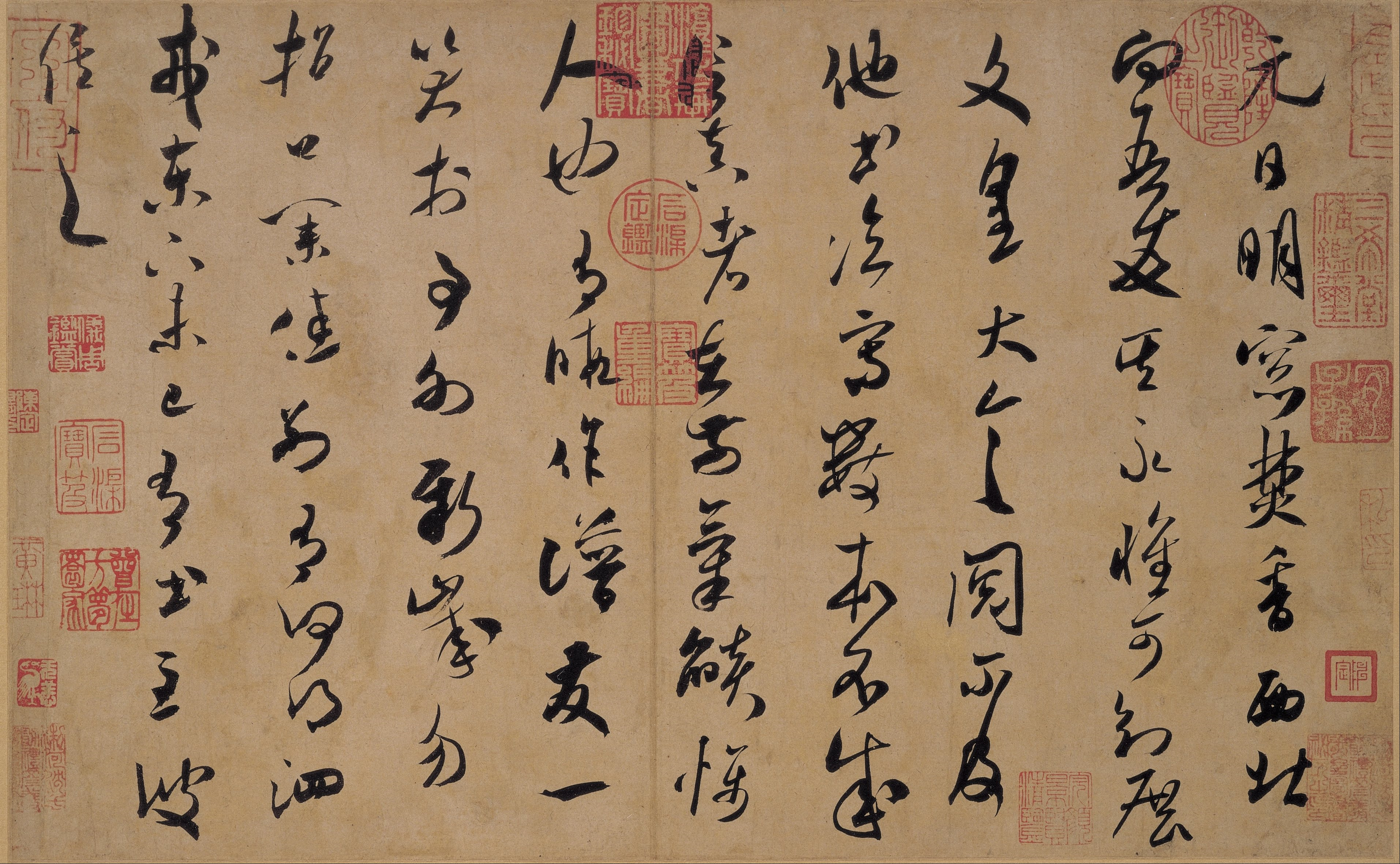
Calligraphie de Mi Fu, fin du XIe siècle.
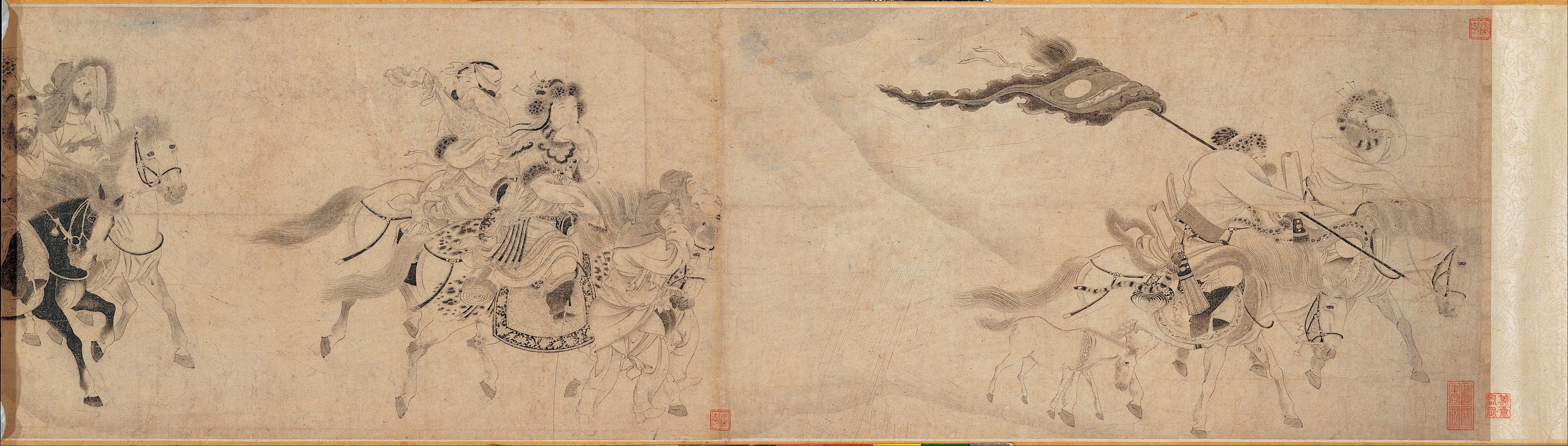
Gong Suran, XIIe – XIIIe siècles.

## Accès
- Métro d'Osaka
  - Ligne Midōsuji, Ligne Tanimachi : station Tennoji
- JR West
  - Ligne Yamatoji, Ligne circulaire d'Osaka, ligne Hanwa : gare de Tennoji
- Kintetsu
  - Ligne Osaka Minami : gare d'Osaka-Abenobashi